# 帕特里克·维亚尔
帕特里克·维亚尔（法語：Patrick Vial，1946年12月24日—），法国男子柔道运动员。他曾代表法国参加1972年和1976年夏季奥林匹克运动会柔道比赛，其中1976年奥运会获得一枚铜牌。